# 阿里斯提得斯·昆提利安
阿里斯提得斯·昆提利安（英語：Aristides Quintilianus，约活动于公元2世纪至公元3世纪前后），古希腊作家之一，他著有一篇音乐论文《乐记》，为现代有关古希腊音乐知识的主要来源，在此作中，他论及音阶、节拍和旋律创作、音乐教育价值，以及音乐通过数学与自然现象之间的联系。拜占庭和阿拉伯学者认为此作具备基础理论性，现代学者亦然。该篇由迈博姆编辑后于1652年出版。1882年出版其修订版。1939年，被翻译成德文并加以评注后再次出版。

## 扩展阅读
- 本条目包含来自公有领域出版物的文本: Chisholm, Hugh (编).  (第11版). London: Cambridge University Press. 1911.